# Friuli Latisana Riesling
Il Friuli Latisana Riesling è un vino DOC la cui produzione è consentita nella provincia di Udine.

## Caratteristiche organolettiche
- colore: giallo paglierino.
- odore: delicato, caratteristico, gradevole.
- sapore: asciutto, armonico.

## Produzione
Provincia, stagione, volume in ettolitri
- nessun dato disponibile